# جامعة كوينز
جامعة كوينز هي جامعة عامة في كندا، تأسست عام 1841. تقع في مدينة كينغستون، أونتاريو.

## إحصائيات
يبلغ عدد طلاب الجامعة 24,582 طالب، منهم 4,318 طالب دراسات عليا.

## خريجون بارزون
- أدولفو دي بولد

## وصلات خارجية
- الموقع الرسمي